# كوغار (مركبة)
كوغار هي مركبة نقل مشاة مدرعة (MRAP) عسكرية أمريكية الصنع، صنعت لتكون مقاومة للألغام الأرضية والذخائر الناسفة.